# Витковачко поље
Витковачко поље је археолошко налазиште винчанске културе које се налази 3 km од Александровца и 25 km од Крушевца, у атарима села Витково и Венчац. Локалитет је смештен на падинама Витковачког поља и простире се на десетак хектара, југозападно од главног пута Крушевац- Александровац и Кожетинског потока до Стубалске реке. Археолошким ископавањима откривени су стамбени објекат и јама. Посебно се издвајају налази антропоморфних фигурина, од којих су неке добиле и називе попут "Lady of Aleksandrovac" и "Venus de Župa".

## Историјат истраживања
Средином шездесетих година XX века, археолошкој јавности на локалитет скренуо пажњу професор историје у Александровцу Милосав Бонџић. Том приликом као случајни налази на овом налазишту су пронађене три винчанске фигурине, већих димензија.
Рекогносцирања терена су изведена 1968. и 1969.године, а прва сондажна ископавања обављају Регионални завод за заштиту споменика културе из Краљева и Народног музеја из Крушевца 1969. и 1971. године. Материјал пронађен овим ископавањима је 1970. приликом жупске бербе у Александровцу представљен на мањој изложби.
Савремена градња на Витковачком пољу 2001.године подстакла је заштитна археолошка истраживања Народног музеја из Крушевца.

## Резултати ископавања
Прва ископавања 1969. године дала су одломке винчанске керамике, фигурине, кремене и коштане алатке. Наредним ископавањима 1971. пронађене су керамичке посуде већих димензија, рађене грубљим техникама. Финије посуде (тањири са канелованим ободима, биконични судови, пехари и минијатурни судови) су глачани, бојени и били су украшени различитим геометријским облицима (спирала, меандар, сноповима урезаних линија, троугловима и ромбовима).
Током заштитних ископавања 2001. године у сондама при Кожетинској реци нађени су трагови надземног објекта и укопане јаме у којој је одлаган отпад. У самој јами нађени су различити предмети, фрагменти керамичких посуда, жртвеника, пехара, амулета и фигурина. Измешани са овим предметима били су трагови пепела и животињске кости. На основу типа, облика и начина израде и украшавања керамичких посуда, установљено је да налази припадају млађој фази винчанске културе (Винча-Плочник).
У делу Витковачког поља ка Стубалској реци, 2001. године, нису пронађени значајнији трагови архитектуре, али су нађене керамичке посуде (плитки тањири са задебљаним канелованим ободом, пехари на шупљој нози, биконичне и лоптасте зделе), жртвеници, кремене и коштане алатке. Уједно су овом приликом пронађене и три антропоморфне фигурине. На основу керамичких посуда сматра се да ови налази припадају старијој винчанској фази (Винча – Тордош).

## Животиње у прошлости
Археозоолошке анализе вршене су само на материјалу пронађеној у јами ископаној 2001. године. Унутар јаме пронађени су животињски остаци рогова, зуба и костију сисара, домаћих и дивљих врста, неколико примерака шкољки, као и фрагменти костију птица.
На основу детаљне анализе установљено је да су људи овог насеља претежно гајили животиње, а да је лов био споредна активност. Узгајане су у највећем броју овце (Ovis aries) и козе (Capra hircus), па потом и говеда (Bos taurus) и свиње (Sus domesticus). Ловљени су пре свега јелен (Cervus elaphus) и срна (Capreolus capreolus), а нађени су и остаци зечева (Lepus europaeus), беле кунице (Martes fiona) и лисице (Vulpes vulpes). Овде је живео и пас (Canis familiaris). Остатке птица није било могуће одредити, док су шкољке припадале речним шкољкама рода Unio и морским шкољкама Spondylus, које су честе на налазиштима винчанске културе.
На основу уреза на костима установљено је да су животиње пре свега гајене због меса, а посебно је интересантно да је и пас употребљаван због свог меса.

## Карактеристични налази
Жртвеници су налажени и у млађој и у старијој фази винчанске културе на налазишту Витковачко поље. Ови предмети у основи личе на керамичке посуде (реципијенте) са ногарама. Тако су на овом локалитету проналажени керамички жртвеници са округлим или четвртастим реципијентом и три или четири ноге.
Поред жртвеника од карактеристичних предмета посебно се издвајају и просопоморфни поклопци. На Витковачком пољу налажени су испод кућног лепа и у основи јама. Били су израђени од добро пречишћене земље и били су црно печени. Имали су косо постављене очи и пластично додат нос, као и белу инкрустацију (удубљена испуњена белом бојом) која је уоквиравала очи и нос.
На овом налазишту нађене су и статуете, фигурине, од печене земље различитих облика и величина, које су рађене у различитим техникама. Неке фигурине су имале цело тело, са сумарно представљеним лицем и оделом, док су друге биле само у облику главе са такође сумарним лицем. На неким фигуринама значајно су наглашени полни атрибути.
Најпознатије фигурине су добиле и посебна имена. Тако постоји „Lady of Aleksandrovac”, „Venus de Župa”, „Madam de Vitkovo” и „Madam de Venčac”.  Све четири фигурине израђене су од теракоте и чувају се у Завичајном музеју Жупа у Александровцу.
Фигурине и археолошки налази са локалитета су излагани у више наврата на изложбама у Србији и свету. Тако је 2009.у Лозници у Музеју „Јадра” гостовала изложба „Витковачко поље у праисторији” у организацији Народног музеја Крушевца на којој је било изложено 140 фигурина са овог локалитета.